# 赖默山隧道
赖默山隧道是瑞士伯尔尼州的一座高速公路隧道，承载瑞士A16高速公路穿过賴默山，全长3211米，1999年开工，2007年通车。